# Notopontonia
Notopontonia is een geslacht van kreeftachtigen uit de klasse van de Malacostraca (hogere kreeftachtigen).

## Soort
- Notopontonia platycheles Bruce, 1991